# APOPT1
APOPT1 (англ. Apoptogenic 1, mitochondrial) – білок, який кодується однойменним геном, розташованим у людей на 14-й хромосомі. Довжина поліпептидного ланцюга білка становить 206 амінокислот, а молекулярна маса — 24 153.
| 10         |  | 20         |  | 30         |  | 40         |  | 50         |
| ---------- |  | ---------- |  | ---------- |  | ---------- |  | ---------- |
| MLPCAAGARG |  | RGAMVVLRAG |  | KKTFLPPLCR |  | AFACRGCQLA |  | PERGAERRDT |
| APSGVSRFCP |  | PRKSCHDWIG |  | PPDKYSNLRP |  | VHFYIPENES |  | PLEQKLRKLR |
| QETQEWNQQF |  | WANQNLTFSK |  | EKEEFIHSRL |  | KTKGLGLRTE |  | SGQKATLNAE |
| EMADFYKEFL |  | SKNFQKHMYY |  | NRDWYKRNFA |  | ITFFMGKVAL |  | ERIWNKLKQK |
| QKKRSN     |  |            |  |            |  |            |  |            |

A: Аланін

C: Цистеїн

D: Аспарагінова кислота

E: Глутамінова кислота

F: Фенілаланін

G: Гліцин

H: Гістидин

I: Ізолейцин

K: Лізин

L: Лейцин

M: Метіонін

N: Аспарагін

P: Пролін

Q: Глутамін

R: Аргінін

S: Серин

T: Треонін

V: Валін

W: Триптофан

Задіяний у такому біологічному процесі, як апоптоз. 
Локалізований у мітохондрії.